# Campanula kachethica
Campanula kachethica là loài thực vật có hoa trong họ Hoa chuông. Loài này được Kantsch. mô tả khoa học đầu tiên năm 1931.